# Bentonville (Arkansas)
Bentonville település az Amerikai Egyesült Államok Arkansas államában, Benton megyében, melynek megyeszékhelye is. Lakosainak száma 54 164 fő (2020. április 1.).

## Népesség
A település népességének változása:

| 2010 | 35 301 |
| 2020 | 54 164 |